# Impasse Bouvart
Impasse Bouvart är en återvändsgata i Quartier de la Sorbonne i Paris femte arrondissement. Gatans namn är av oklart ursprung. Impasse Bouvart börjar vid Rue de Lanneau 8.

## Omgivningar
- Saint-Étienne-du-Mont
- Panthéon
- Impasse des Bœufs
- Rue d'Écosse
- Passage du Clos-Bruneau
- Impasse Chartière
- Rue Basse-des-Carmes

## Bilder
| - Saint-Étienne-du-Mont. - Panthéon. |

## Kommunikationer
- Tunnelbana – linje  – Maubert – Mutualité
- Busshållplats Collège de France – Paris bussnät

### Webbkällor
- ”Impasse Bouvart”. Mairie de Paris. https://web.archive.org/web/20150910185405/http://www.v2asp.paris.fr/commun/v2asp/v2/nomenclature_voies/Voieactu/1240.nom.htm. Läst 24 oktober 2023.
- ”Impasse Bouvart (5ème arrondissement)”. Les rues de Paris. https://web.archive.org/web/20190727180944/http://www.parisrues.com/rues05/paris-05-impasse-bouvart.html. Läst 24 oktober 2023.